# Maisoncelle-et-Villers
Maisoncelle-et-Villers – miejscowość i gmina we Francji, w regionie Grand Est, w departamencie Ardeny.
Według danych na rok 1990 gminę zamieszkiwało 50 osób, a gęstość zaludnienia wynosiła 5 osób/km².